# Ulbrichtova doktrina
Ulbrichtova doktrina dobila je naziv po Walteru Ulbrichtu te je tvrdila kako je normalne diplomatske veze između Istočne Njemačke, ili bilo koje druge države istočnog bloka, i Zapadne Njemačke moguće uspostaviti samo ako Zapadna Njemačka prvo prizna Istočnu Njemačku kao suverenu državu. Ova doktrina bila je odgovor na 
Hallsteinovu doktrinu koja je tvrdila kako je Zapadna Nejmačka jedina zakonita njemačka država.
Doktrinu su osmislile komunistička Poljska i Istočna Njemačka, dok su većina ostalih države istočnoga bloka (Čehoslovačka, Mađarska i Bugarska) obvezala na suzdržavanje od uspostavljanja diplomatskih veze sa Zapadnom Njemačkom sve do njezina priznanja Istočnu Njemačku. Izuzetak je bila Rumunjska koja je uspostavila diplomatske veze sa Zapadnom Njemačkom 31. siječnja 1967.
To je dovelo do oštre verbalne razmjene između Istočne Njemačke i Rumunjske. Rumunjska je okrivila DDR za miješanje u njezine unutarnje poslove te je odbila sudjelovati na sastanku ministara vanjskih poslova Varšavskog pakta sve dok se ovaj ne bi preselio na mjesto izvan Berlina. Da bi se zadržala fasada ujedinjenosti socijalističkih država Leonid Brežnjev premješta sastanak u Varšavu.
Zapadna Njemačka vremenom je napustila Hallsteinovu doktrinu započevši aktivniju istočnu politiku koja je vodila donošenju sporazuma u prosincu 1972. između ove dvije države, koji je omogućio primanje obje njemačke države u UN kao punopravne članice.

## Vanjske poveznice
- Ministri država Varšavskog pakta raspravljaju o sankcijama protiv Zapadne Njemačk
- Sporazum iz 1972. između Istočne i Zapadne Njemačke